# Ijjuriktuq
Ijjuriktuq, tidigare benämnd Ijjurittiak Island, är en ö i Kanada.   Den ligger i territoriet Nunavut, i den östra delen av landet, 2 000 km norr om huvudstaden Ottawa. Arean är 1,1 kvadratkilometer.
Terrängen på Ijjuriktuq är platt. Öns högsta punkt är 60 meter över havet. Den sträcker sig 2,2 kilometer i nord-sydlig riktning, och 1,6 kilometer i öst-västlig riktning.
Trakten runt Ijjuriktuq består i huvudsak av gräsmarker.